# Eremobates affinis
Espèce
Synonymes
- Datames affinis Kraepelin, 1899

Eremobates affinis est une espèce de solifuges de la famille des Eremobatidae.

## Distribution
Cette espèce est endémique d'Arizona aux États-Unis,.

## Description
Le mâle décrit par Roewer en 1934 mesure 24 mm et la femelle 24 mm.

## Publication originale
- Kraepelin, 1899 : Zur Systematik der Solifugen. Mitteilungen aus dem Naturhistorischen Museum in Hamburg, vol. 16, p. 195–259 (texte intégral).